# Angerstein
Il monte Angerstein si trova a 2.100 m sopra il livello del mare. È un'alta montagna posta all'estremità nord-occidentale del Gosaukamm nei monti del Dachstein, al confine tra le regioni austriache dell'Alta Austria e del Salisburghese.
Di fronte alla vetta principale si trova la vetta meridionale alta 2.080 m. L'Angerstein è raggiungibile dalla stazione a monte della Gosaukammbahn, dalla Gablonzer Hütte, dalla Stuhlalm o dalla Theodor -Körner-Hütte;
Ludwig Purtscheller effettuò la prima ascensione il 28 ottobre 1888 attraverso il versante orientale.